# Climăuți (Rumunia)
Climăuți (ros. Климaуцы, Klimaucy) – wieś w Rumunii, w okręgu Suczawa, w gminie Mușenița. W 2011 roku liczyła 395 mieszkańców. 